# HK Velenje
Hokejski klub Velenje je nekdanji slovenski hokejski klub iz Velenja, ki je v sezoni 1973/74 edinkrat uvrstil v elitno jugoslovansko ligo, kjer je osvojil štirinajsto mesto.